# Psorothamnus
Genre
Psorothamnus est un genre de plantes à fleurs dicotylédones de la famille des Fabaceae, sous-famille des Faboideae, originaire d'Amérique du Nord, qui comprend une dizaine d'espèces acceptées.

## Liste d'espèces
Selon The Plant List (25 octobre 2018) :
- Psorothamnus arborescens (A.Gray) Barneby
- Psorothamnus emoryi (A.Gray) Rydb.
- Psorothamnus fremontii (A.Gray) Barneby
- Psorothamnus kingii (S.Watson) Barneby
- Psorothamnus nummularius (M.E. Jones) S.L. Welsh
- Psorothamnus polydenius (S.Watson) Rydb.
- Psorothamnus schottii (Torr.) Barneby
- Psorothamnus scoparius (A.Gray) Rydb.
- Psorothamnus spinosus (A.Gray) Barneby
- Psorothamnus thompsoniae (Vail) S.L.Welsh & N.D.Atwood